# Обнищание пролетариата
Обнища́ние пролетариа́та, или абсолютное и относительное ухудшение положения пролетариата — марксистская политэкономическая концепция, утверждающая, что положение рабочего класса со временем неуклонно ухудшается в результате действия объективных экономических законов развития капитализма. Для обозначения обнищания вообще, и обнищания пролетариата — в частности, в литературе используется также термин «пауперизация».
Согласно этой концепции, обнищание выражается как в понижении уровня жизни пролетариата (абсолютное обнищание пролетариата), так и в уменьшении доли пролетариата в национальном доходе капиталистического общества (относительное обнищание пролетариата).
Предпринимательская экономика, основной целью которой является получение прибыли, в том числе за счёт сокращения расходов на оплату наёмного труда, неизбежно приводит к обнищанию пролетариата в долгосрочной перспективе. Данная концепция, как считают марксисты и неомарксисты, остаётся актуальной и в XXI веке.

## Происхождение
До Маркса, в конце XVIII — начале XIX века мальтузианство объясняло бедность рабочего класса биологическими причинами — чрезмерным размножением населения, в особенности малоимущих классов и сословий. По Мальтусу, рост населения неизбежно приводит к голоду и социальным потрясениям из-за ограниченности ресурсов для обеспечения жизненных потребностей всего населения. Мальтузианцы считали, что любое улучшение жизни рабочего класса (за счёт технического прогресса, повышения заработной платы, пособий, эмиграции) носит лишь временный характер, так как неизбежно вызовет новый всплеск рождаемости у низших классов. Увеличение численности населения усилит «борьбу за существование», что вызовет падение доходов рабочего класса, в результате его благосостояние в относительно короткие сроки (несколько десятилетий) снова опустится до уровня голодного выживания.

Впервые в виде экономической закономерности эта концепция появляется у К. Маркса (см. «Капитал»). Точнее, Маркс выводит «абсолютный, всеобщий закон капиталистического накопления», и этот закон
«…обусловливает накопление нищеты, соответственное накоплению капитала. Следовательно, накопление богатства на одном полюсе есть в то же время накопление нищеты, муки труда, рабства, невежества, огрубения и моральной деградации на противоположном полюсе».
Маркс связывал обнищание с несколькими факторами:
- отделение пролетариата от собственности на средства производства, в ходе индустриализации, укрупнения промышленных производств и сосредоточения собственности на производства в руках капиталистов,
- заинтересованность капиталистов в поддержании максимальной нормы прибыли, в том числе за счёт снижения расходов на оплату труда,
- сокращение доли пролетариата в себестоимости производимой продукции в ходе механизации производства,
- падение нормы прибыли из-за конкуренции, кризисов перепроизводства и сокращения доли пролетариата в себестоимости производимой продукции,
- с циклами промышленного оживления и спада и постоянным образованием и поглощением «резервной армии» безработных. С концентрацией богатства на одном полюсе, относительная величина этой резервной армии увеличивается, как увеличивается и давление на неё со стороны капитала[9].

Две необходимых составляющих существования капиталистического производства, по Марксу — это пауперы (бедняки, нищие) и безработные, к которым потенциально принадлежит весь пролетариат. Как пишет Маркс, безработица и связанная с ней нищета необходимы для поддержания в обществе требуемой нормы прибыли, так как делают рабочих более сговорчивыми при продаже своей рабочей силы по сниженной цене, что позволяет капиталистическому классу изымать больше прибавочной стоимости.
«…Пауперизм составляет инвалидный дом активной рабочей армии и мертвый груз промышленной резервной армии. Производство пауперизма предполагается производством относительного перенаселения, необходимость первого заключена в необходимости второго; вместе с относительным перенаселением пауперизм составляет условие существования капиталистического производства и развития богатства…» (Маркс К. и Энгельс Ф., Соч., 2 изд., т. 23, с. 658—659.)

## История развития концепции и экономического положения пролетариата

### В западной социал-демократии конца XIX — начала XX века
В конце XIX века в среде германской социал-демократии возник так называемый ревизионизм, главным представителем которого был Э. Бернштейн («бернштейнианство»). В дальнейшем к ревизионизму примкнул и такой известный социал-демократ, как Карл Каутский.
Бернштейн отрицал сами основы экономической теории Маркса и требовал ревизии (то есть пересмотра) марксизма. В вопросе об обнищании пролетариата он ссылается на противодействующие этому факторы: деятельность профсоюзов, рост товарного производства, невозможность потребления капиталистами значительной доли производимых материальных благ.
Бернштейну возражал Г. В. Плеханов. Он утверждал, что выкладки Бернштейна основаны на сфальсифицированных статистических данных. Он считал, что увеличение заработной платы является лишь номинальным и что в действительности эксплуатация пролетариата растёт: «Нам говорят о смягчении противоречий в современном обществе, но это ошибка, а иногда и прямо ложь».
Каутский, полемизируя с Бернштейном, допускал обнищание пролетариата только как возможную тенденцию, складывающуюся из тенденций к обнищанию и к подъёму. Он признавал относительное обнищание («нищету в социальном смысле»), но отрицал абсолютное обнищание («нищету в физическом смысле»):
...растет не физическая, а социальная нищета, а именно — противоположность между культурными потребностями и возможностью для отдельного рабочего удовлетворить их. Другими словами, количество продуктов, достающихся каждому отдельному рабочему, может увеличиваться, но доля рабочего в создаваемом их количестве продукта уменьшается.
В дальнейшем Западной Европе идеи Бернштейна нашли широкую поддержку в среде социал-демократии (Джон Стрейчи, Э. Кросленд (Англия), В. Таймер (ФРГ), Рэмбер, Лора (Франция) и др.). Они отмечали, что «распределение личного дохода не определяется исключительно формами собственности…» и «…зависит от…многих разнообразных факторов…»:
Существует такая тенденция, которую описывал Маркс... Однако эта тенденция ниспровергнута в передовых капиталистических странах, но не повсеместно, значительными внеэкономическими силами, наличие которых Маркс просмотрел.
Джон Стрейчи.
В целом экономисты не пришли к единому мнению, что именно помогло мировой экономике выйти из Великой депрессии. Прекращение падения, а затем рост экономики развитых стран в 1939 г. стал следствием многих факторов. Некоторые считают, что в США этому способствовала политика Франклина Рузвельта по ограничению капитала в США, в том числе: гарантии занятости, установлению минимального размера оплаты труда, выплаты соц.пособий безработным, привлечение безработных к оплачиваемым государством общественным работам, — то есть борьба с обнищанием населения и падением спроса. Другие указывают, что причиной окончания Великой депрессии стала Вторая мировая война, вызвавшая массовые закупки государствами вооружения.

### В дореволюционной России и в СССР
В России судьба марксистской концепции тесно связана с парадигмой кризиса и пауперизации, которая сложилась в конце XIX — начале XX в. Согласно этой парадигме, обнищание в России связано с крепостным правом и половинчатыми реформами 1860—1870-х годов и является главным доказательством кризиса и несостоятельности политического режима, которые привели к Октябрьской социалистической революции 1917 г..
На российской почве марксистская концепция обнищания пролетариата органично слилась с этой парадигмой, и в таком виде они стали одним из постулатов советской идеологии. Этот постулат обнищания распространялся и на крестьянство и даже на период феодализма. Так, например, экономист С. Г. Струмилин утверждал, что в металлургической промышленности в 1647 г. реальная зарплата была в 18,4 раза, а в 1860 г. — в 2,46 раза выше, чем в 1913 г. Выводы Струмилина нашли некоторую поддержку в научном сообществе.
Официальная советская идеология расценивала ревизионистские взгляды западных социал-демократов как «идеалистические» и как «отступничество». Указывалось, что они противоречат объективным законам развития капитализма, и что никакая сознательная деятельность не может отменить этих законов до тех пор, пока существует капитализм. «Всякое улучшение жизненных условий пролетариата», согласно официальным советским авторам, «при капитализме носит частичный и временный характер».
Однако во второй половине XX века и в Советском Союзе концепция обнищания фактически подверглась ревизии в духе Каутского. Для периода империализма снимался в исходной форме тезис об абсолютном обнищании, то есть допускалось, что материальное благосостояние рабочих могло повышаться. При этом сам тезис видоизменился, давалась его уточнение: абсолютное обнищание есть не просто понижение дохода, но «ухудшение всей совокупности условий жизни и труда рабочих и включает такие решающие моменты, как рост безработицы, интенсификация труда и многие другие». Заявлялось, что Каутский сводил абсолютное обнищание к понижению дохода, «извращая сущность абсолютного ухудшения положения пролетариата». В связи с ревизией сама концепция стала фигурировать уже под названием «абсолютное и относительное ухудшение положения пролетариата», термин «пауперизация» применительно к пролетариату также стал употребляться значительно реже.
В конкретных исследованиях эта ревизия была принята не всеми и не сразу. Но исследователи постепенно стали признавать повышение уровня жизни рабочих в некоторых странах в некоторые исторические периоды.
В СССР также были выступления против низкой оплаты труда рабочих, например, забастовка в 1962 г. в Новочеркасске. В СССР право на труд, жилье, бесплатное образование и медицину было гарантировано в Конституции, многие работники крупных предприятий получали квартиры бесплатно (на условиях бесплатного социального найма у государства), и к 1989 году свыше 83 % семей в СССР жили в отдельных государственных квартирах (оставшаяся часть — это кооперативное жилье и так называемый частный сектор). Это во многом компенсировало низкие доходы населения в СССР.

### В капиталистическом мире с 1946 по 1990-е годы. Критика.
С началом перестройки 1986 г. и с развалом Советского Союза концепция обнищания пролетариата утратила статус обязательной идеологемы. Утверждение о том, что при капитализме доходы рабочих постоянно снижаются или что вся совокупность условий их жизни и труда неуклонно ухудшаются, противоречит общеизвестным фактам за прошедшие, с конца 2-й мировой войны, 50 лет. Уровень жизни в развитых капиталистических странах, по мнению Е. М. Примакова, превышает аналогичные данные для социалистических в прошлом режимов.
Второй вопрос концепции — об относительном обнищании — в современной постановке может рассматриваться как вопрос о распределении национального дохода, о доле дохода наёмных работников по сравнению с доходами предпринимателей, руководителей предприятий и владельцев капитала. На этот счёт имеются самые разные взгляды. Но, во всяком случае, значительную поддержку получила та точка зрения, что после мировых войн происходило заметное перераспределение доходов в сторону выравнивания, тогда как экономический рост сам по себе может влиять на перераспределение разве что в долгосрочной перспективе.
Например, после истребления в Германии и Японии значительной части трудоспособного населения во 2-й мировой войне (десятки миллионов погибших), в этих странах возникал дефицит квалифицированной рабочей силы для восстановления экономики. В итоге, концепция социальной рыночной экономики была впервые разработана и реализована Людвигом Эрхардом и Альфредом Мюллер-Армаком в 1947—1949 годах в целях послевоенного восстановления ФРГ. Данная модель представляет собой компромисс между экономическим ростом и равномерным распределением богатства. В центр системы поставлена предпринимательская деятельность под контролем государства, обеспечивающего равномерное распределение социальных благ в обществе.
США, чья территория и промышленность не были затронуты мировыми войнами, увеличили свой финансовый и промышленный потенциал за счёт поставок военной техники по ленд-лизу, а затем — за счёт инвестиций в восстановление разрушенной экономики Западной Европы в рамках «плана Маршалла», поставок в страны Западной Европы своих промышленных товаров, что привело к увеличению числа квалифицированных и высокооплачиваемых рабочих мест в США.
Одним из немаловажных факторов в восстановлении экономики Японии после Второй мировой войны стала война в Корее, начавшаяся в 1950 году — Япония стала новым плацдармом для американской армии. Резко возрос спрос на вооружение и военные материалы, перевозки и услуги, продовольствие. Поступления в Японию от американских военных заказов в 1950—1953 гг. достигли 2,5 млрд $. «Японское экономическое чудо» — быстрый рост экономики Японии в 1950—1980-х годах — базировался на следующих принципах:
- низкие налоги и интенсивное освоение новых технологий,
- объединение производителей, поставщиков ресурсов, сбытчиков продукции и банков в тесно связанные группы;
- взаимовыгодные отношения предпринимателей с правительством;
- гарантия пожизненной занятости в больших корпорациях;
- активное профсоюзное движение.

К концу XX века связь между рабочим классом и профсоюзами стала разрушаться, новое поколение в развитых странах предпочитало «культ потребления» вместо «классовой борьбы». Быстрое сокращение рабочих мест в промышленности в результате роботизации, научно-технической революции и деиндустриализации развитых стран, послужило поводом для появления социологических теорий о «конце пролетариата» и даже «конце работы». Так, американский социолог Джереми Рифкин в середине 1990-х заявлял, что мир находится «на пути к экономике без работы». Немецкий социолог Оскар Негт писал в 1996 году, что К. Маркс «переоценил способность рабочего класса покончить с капитализмом раньше, чем тот примет варварские формы». Разочарование относительно возможностей пролетариата и профсоюзов было также результатом поражений массовых забастовок шахтёров и рабочих металлургии и транспорта в 1980-х годах в Англии, во времена правления Маргарет Тэтчер, проводившей политику дерегуляции экономики. Та же ситуация затем повторилась в Западной Европе и США. Традиционные методы «классовой борьбы» рабочих — забастовки не срабатывали. Проигранные забастовки завершались массовыми увольнениями, после которых прежняя численность рабочих в сокращаемых секторах промышленности больше не восстанавливалась.
Однако, промышленные рабочие места на самом деле не сокращались, а лишь перемещались в страны периферии мировой капиталистической системы, с более дешёвой рабочей силой. К концу 1990-х это привело к быстрому росту промышленности и усиления рабочих профсоюзов в новых индустриальных странах Азии (Китай, Южная Корея, Индия, Индонезия), а также в некоторых государствах Латинской Америки (Бразилия, Мексика).
В развитых странах вырос сектор сферы услуг и торговли, но так как труд в этом секторе в среднем хуже оплачиваемый, ненормированный и менее квалифицированный, чем в промышленности, то он не смог равноценно заменить собой сокращение высокооплачиваемых промышленных рабочих мест.

Известный российский социолог и политолог Борис Кагарлицкий считает, что в 1990-е годы, несмотря на технологические прорывы, мир не приблизился к «постиндустриальному обществу», появление которого предсказывали западные социологи, а напротив — показал абстрактность этой теории: 
Современные методы организации производства — "бережливое производство", аудит и реинжиниринг бизнес-процессов, аутсорсинг — ориентированы не на то, чтобы вытеснить традиционного работника, а на то, чтобы лучше контролировать его и заставить работать более интенсивно… Всё это говорит не об исчезновении рабочего класса, а скорее о реструктурировании системы наёмного труда и одновременном усилении его эксплуатации.
Технологические прорывы всегда были необходимы капиталу, как средство снижения издержек производства, в том числе и для увеличения давления на наёмных работников. Резкое повышение технологического уровня производства почти всегда приводило к сокращениям персонала, обесцениванию рабочей силы и росту безработицы. Но на определённом этапе даже очень совершенные машины начинают проигрывать конкуренцию с очень дешёвым работником, так как затраты на модернизацию производства зачастую проще заменить очень дешёвым трудом. То есть, снова, в соответствии с марксистской теорией, рост резервной армии безработных создаёт дополнительное давление на рабочих, понижая стоимость рабочей силы и заставляя ее работать более интенсивно.

## Изменения в экономическом положении населения с конца XX века
С конца 1990-х годов все больше рабочих мест сокращается и для «белых воротничков» — менеджеров, администраторов. Автоматизация банков и предприятий сферы услуг, интернет-банкинг, интернет-магазины привели к тому, что требуется всё меньше клерков и больше техников и операторов, выполняющих почти те же функции, что и рабочие в промышленности. В то время как в промышленности сокращались рабочие места за счёт автоматизации, роботизации и внедрения новых технологий, в XXI веке началось активное внедрение автоматизации в сфере услуг и торговли. Соотношение между промышленностью и сферой услуг в XXI веке в очередной раз меняется, на этот раз — в пользу промышленности.
Ряд экономистов считает, что в настоящее время концепция обнищания пролетариата имеет главным образом историческое значение для развитых капиталистических стран с высоким ВВП на душу населения (США, Германия, Япония, Великобритания), получающих доходы за счет инвестиций в эксплуатацию ресурсов развивающихся стран и продажи другим странам продуктов своих высоких технологий, машиностроения, военного и наукоемкого оборудования. Доходы населения относительно стабильны также в странах с высоким ВВП на душу населения, основанным на природной ренте (то есть с относительно небольшой численностью населения и значительными запасами полезных ископаемых и природных ресурсов), — таких, как ОАЭ, Кувейт, Канада, Австралия, Норвегия. В этих странах высока социальная ответственность государства и капитала перед наемными работниками, обеспечиваются достаточно высокие зарплаты, социальные льготы, пособия и пенсии.
Тем не менее, в 2010 г. число бедных (население с доходами ниже прожиточного минимума) в США оказалось на максимальном уровне за все время ведения наблюдений, то есть с 1959 года; процент бедных от общей численности населения — максимальный с 1984 года, превысив 46 миллионов человек. Покупательная способность заработной платы 66 миллионов рабочих США (38 % населения США трудоспособного возраста) с 1979 по 2020 годы снизилась в среднем на 13 %, вследствие деиндустриализации, американский рабочий класс не выдержал конкуренции с дешёвой рабочей силой в Китае.
По состоянию на 2011 год в Германии почти седьмая часть населения, 11,5 млн человек, жили у национальной черты бедности или уже ниже неё, число бедных за последние 10 лет увеличилось на 30 %.
Другие примеры:
- В России, по итогам 1 полугодия 2015 года, за чертой бедности оказался каждый 7-й россиянин (на доходы ниже национального прожиточного минимума жило 21,7 млн россиян, или 15,1 % населения России). При этом, за прошедший 2014 год, число бедных в России увеличилось на 2,8 млн человек.[30].
- В России, по состоянию на 2012 г., покупка жилья в ипотеку была недоступна для 81 % населения[31].
- Согласно докладу РАН (2013 г.), социальное расслоение в России между 10 % наиболее богатого и 10 % наиболее бедного населения в 2012 г. достигло 16:1. (При этом, критическое значение показателя составляет 8-10:1). За 20 лет, социальное расслоение в России увеличилось в 4 раза.
- Согласно исследованию, проведённому в 2013 году Институтом социологии РАН, в России «как никогда велика бедность работающих граждан»[32].
- Безработица в Испании, по состоянию на 2015 год, составила 23,8 % трудоспособного населения (среди молодежи — 51,3 %)[33].
- Число бедных (население с доходами ниже прожиточного минимума) в Китае, второй экономике мира по объёму ВВП, по состоянию на 2012 год, составляло более 170 млн человек, см. «Бедность в Китае». Проведённая в Китае в 2015 году девальвация юаня и продолжающееся снижение темпов роста китайской экономики могут привести к увеличению численности неимущих слоёв населения.[34]

Как писал американский социолог И. Валлерстайн:
«…Маркс оказался прав в одном из самых скандальных своих прогнозов, от которого впоследствии открещивались сами марксисты. Эволюция капитала как исторической системы действительно ведет к поляризации и абсолютному, а не относительному обнищанию большинства»

### Отдельные аспекты обнищания наёмных работников в XXI веке
В XXI веке в мире снова растёт давление на наёмных работников, из-за интенсификации труда, сокращений персонала, безработицы и снижения зарплат. Социально нестабильный пролетариат, не имеющий полной трудовой занятости и социальных гарантий, в современной экономической науке называется прекариат.
Например, как считают эксперты, нагрузка на рабочих в Китае уже доведена до физического предела. Глобализация мировой экономики привела к тому, что возможности экстенсивного расширения капиталистического производства за счет освоения новых рынков сбыта, новых ресурсов и более дешёвой рабочей силы близки к исчерпанию. Поэтому, в соответствии с марксистской концепцией, во всем мире в XXI веке происходит перераспределение богатств в пользу финансовых элит, за счет сокращения доходов рабочего класса, увеличения производительности труда и нагрузки на наёмную рабочую силу. В ходе углубления социального неравенства, роста автоматизации и вывода производств в страны с дешёвой рабочей силой, обнищание все больше затрагивает и население развитых стран.В 2016 году в США и Великобритании лишь 31-35 % молодёжи в возрасте 25-30 лет («миллениалы») могли позволить себе купить собственное жильё, 25 % молодых американцев жили в бедности.
Иностранные трудовые мигранты в России в теневой занятости работают по 12-14 часов в сутки, 6 дней в неделю. Владельцы промышленных предприятий России вместо модернизации производств, требующей значительных капитальных вложений, предпочитают увеличивать производительность и свою прибыль только за счет повышения нагрузки на персонал (сокращений персонала, снижения зарплат и найма низкооплачиваемых иностранных трудовых мигрантов). В 2013 году 73 % работников российских промышленных предприятий получали зарплату ниже средней зарплаты по России.
Существует и «анархия капиталистического производства». Так как целью любого капитала является максимальная прибыль, то бизнес, при отсутствии ограничений, для этого идет на любые меры, в том числе: импорт дешёвой рабочей силы, которая готова работать за минимальную оплату, скупка сельскохозяйственных земель, под застройку и прекращение сельхозпроизводства, скупка и банкротство градообразующих предприятий, банкротство городов в США из-за снижения спроса на производимую продукцию и тому подобное. Всё это, при отсутствии контроля за бизнесом со стороны государства (то есть «анархии капиталистического производства»), приводит к безработице, перенаселению, повышению уровня преступности, и, соответственно, к обнищанию населения отдельных территорий, как это уже происходило в ряде стран Латинской Америки и в некоторых крупных городах США, таких как Детройт.
Немаловажным для стабильности экономического положения наёмных работников является и демографический фактор, в том числе:
 — демографический переход (резкое падение рождаемости), завершившийся в развитых капиталистических странах, России и Китае;
 — контроль экономической миграции населения (избытков трудоспособного населения) из более бедных стран.
В наиболее бедных странах Африки и Азии, в которых резкого падения рождаемости не произошло, обнищание населения напрямую связано с перенаселением, которое приводит к социально-экономическим кризисам, революциям или военным конфликтам. Неконтролируемая иностранная трудовая миграция приводит к снижению уровня жизни, обнищанию местного населения, маргинализации и люмпенизации слоёв общества, так как мигранты занимают рабочие места местных жителей, соглашаясь работать за более низкую оплату труда, в теневой занятости.

### Итоги
Таким образом, с некоторыми оговорками, вызванными неизвестными в XIX веке К. Марксу мировыми войнами, «зеленой революцией», НТР, совершенствованием общественных механизмов, — концепция обнищания наемных работников, выведенная К. Марксом, остается актуальной и в XXI веке. В то же время обнищание населения пока нельзя назвать неуклонным в долгосрочной перспективе, так как за прошедшие 100 лет, если не считать революций и мировых войн, у капиталистических государств были частично выработаны механизмы контроля и регулирования взаимоотношений капитала, государства и наемных работников: профсоюзы, забастовки, социальные обязательства государства, мрот, экономическая миграция, выборы правящих партий и т. п..

## В искусстве
В 1936 г. Чарли Чаплин снял комедию «Новые времена» о злоключениях «маленького человека», пытающегося выжить в новом индустриальном обществе во времена Великой депрессии.

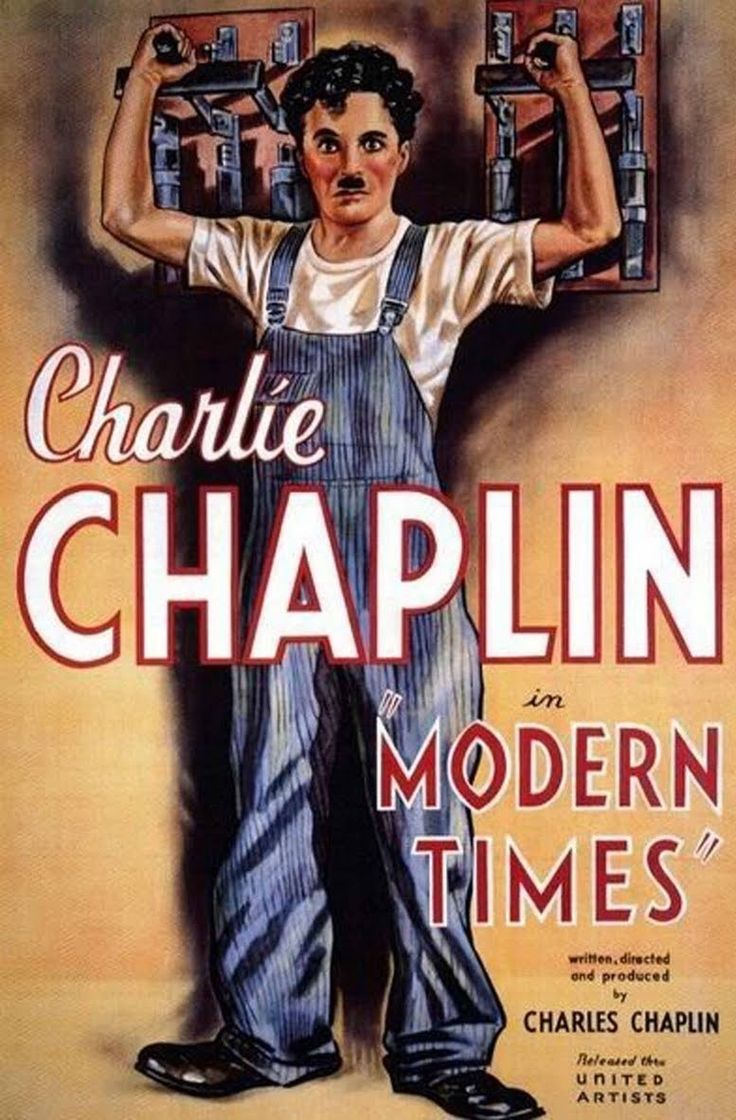
Комедия «Новые времена» (1936 г.)

В южно-европейских странах ЕС в XXI веке широкое распространение получил термин «поколение 1000 Евро», для обозначения большой части работающего населения ЕС — молодежи возрастом 25-35 лет, которая из-за низких зарплат не может заработать на собственное жилье, а их заработка хватает только на удовлетворение основных жизненных потребностей (еда, одежда, аренда комнаты) и развлечения. На эту тему в Италии в 2009 году была снята комедия, с тем же названием — «Generazione 1000 euro» — истории молодых людей, живущих на низкую зарплату, в их попытках «быть счастливыми без денег».

## Пути решения проблемы обнищания наёмных работников
Основными путями решения проблемы обнищания наёмных работников и населения в целом, могут служить:
- субсидирование государством и капиталом создания новых, квалифицированных и высокооплачиваемых рабочих мест в высокотехнологичных и рентабельных областях промышленности, прикладной науки, в образовании, медицине, в том числе:
  - создание государством благоприятных правовых и экономических условий для развития новых современных предприятий, появления новых рабочих мест;
  - импортозамещение в машиностроении и сельхозпроизводстве;
- поддержание государством макроэкономической стабильности;
- международная координация в преодолении мировых экономических кризисов;
- социально-ориентированная экономика, повышение социальной ответственности и справедливости государства и капитала (то есть выравнивание, путём налогов и соцобеспечения, доходов богатых и бедных слоёв населения), ограничение деятельности монополий, — для снижения социальной напряженности в обществе. В последние десятилетия в большинстве развитых стран принято жёсткое антимонопольное законодательство, усилен контроль государства за бизнесом и его социальная ответственность, в том числе в США[45] и Германии[19]. Для предотвращения демпинга на рынке труда, применяются высокие ставки минимальной оплаты[46];
- объединение в профсоюзы, активная деятельность профсоюзов в отстаивании прав наёмных работников;
- контроль экономической миграции населения из более бедных стран. Многие европейские страны (Германия, Великобритания, Швейцария и другие) вводят ограничения иммиграции[18][47][48], даже для жителей стран ЕС, жёсткие иммиграционные законы действуют и в США;
- поощрение эмиграции обедневшего населения в более богатые страны, не ограничивающие иммиграцию. Начиная с 2011 года правительство Индии активно лоббирует заключение соглашения с Россией о введении упрощённого визового режима между Россией и Индией. Это позволит руководству Индии, страны с населением в 1,2 млрд человек, избавиться от сотни миллионов своих беднейших граждан путём их трудовой миграции в Россию, о чём заявляют представители правительства Индии[49];
- политика ограничения рождаемости, так как перенаселение отдельных территорий также приводит к обнищанию населения.
- введение, в перспективе, безусловного базового дохода, обеспечивающего основные жизненные потребности населения, в условиях продолжающегося сокращения рабочих мест в ходе автоматизации и роботизации производств[5].

В целом специалисты признают, что однозначных решений по увеличению и стабилизации доходов населения не существует, решения всегда должны быть комплексными и включать социальную политику государства, действия государства по нивелированию экономических кризисов и развитию экономики, а также борьбу профсоюзов.